# Archenemy
Archenemy é filme de suspense e mistério britânico-estadunidense de 2020 escrito e dirigido por Adam Egypt Mortimer e estrelado por Joe Manganiello ao lado de Skylan Brooks, Paul Scheer, Glenn Howerton, Zolee Griggs e Amy Seimetz.
O filme teve sua estreia mundial no Beyond Fest em 7 de outubro de 2020. Foi lançado em 11 de dezembro de 2020 pela RLJE Films.

## Enredo
Um adolescente conhece um homem misterioso chamado Max Fist, que afirma ter perdido seus superpoderes após chegar de outra dimensão. Juntos, eles vão às ruas para exterminar um chefe do tráfico e seu sindicato local.

## Elenco
- Joe Manganiello como Max Fist
- Skylan Brooks como Hamster
- Zolee Griggs como Indigo
- Paul Scheer como  Krieg
- Amy Seimetz como Cleo Ventrik
- Glenn Howerton como o gerente

## Recepção
No Rotten Tomatoes, o filme tem um índice de 75% com base em 51 críticas, com uma nota média de 6,2/10. O consenso dos críticos do site diz: "Archenemy falha em seguir algumas de suas idéias mais interessantes, mas a atuação de Joe Manganiello e a energia crua e contagiante do filme criam uma divertida ação-aventura". O Metacritic relata uma pontuação de 57 em 100 com base em sete avaliações, indicando "críticas mistas ou médias".